# SV Velocitas
SV Velocitas is een korfbalvereniging uit de Nederlandse gemeente Leiderdorp.

## Geschiedenis
De club werd op 1 juni 1950 opgericht. De clubnaam, Velocitas, is het Latijnse woord voor snelheid.
Tijdens het zaalseizoen speelt Velocitas in sportcomplex De Does. Tijdens het veldseizoen wordt er gebruik gemaakt van de eigen accommodatie in Sportpark De Bloemerd. In het seizoen 2018/2019 speelde Velocitas voor het eerst op het veld in de overgangsklasse. 
Naast het spelen van korfbalwedstrijden organiseert de vereniging meerdere evenementen, zoals de Avond4Daagse Leiderdorp en het internationale Velocitastoernooi.